# Чі Сон Хван
Чі Сон Хван (16 вересня 1974) — південнокорейський хокеїст на траві.
Срібний призер Олімпійських Ігор 2000 року, учасник 2004 року.
Переможець Азійських ігор 2002 року.
Чемпіон Азії 1999 року.